# 安居喜八
安居 喜八（やすい きはち、1883年〈明治16年〉1月18日 - 没年不詳）は、日本の実業家。近江貯蓄銀行・百三十三銀行等、多くの会社の重役を務めた。資産家、滋賀県多額納税者。公選初代・彦根市長。家督相続前は、喜三郎を名乗る。

## 略歴
1883年（明治16年）1月、滋賀県犬上郡彦根町で、資産家の先代・安居喜八の長男として生まれる。安居家は滋賀県犬上郡彦根町における資産家として知られる。弟は大阪市東区瓦町1-20に居住した紙商・安居武藏（やすい むさし）。1887年（明治20年）家督を相續し、前名・喜三郞を改めた。
近江貯蓄銀行・百三十三銀行・川北電氣企業・黒部川電力ではそれぞれ取締役を務め、近江絹糸紡績では監査役を務めた。紙商・安居（名）代表社員。
また、公選初代・彦根市長を務めた。
親族の安居喜造が設立委員長として中心的役割を果たした彦根高等商業学校（後身は滋賀大学経済学部）設立につき、多額の寄附をした。座談会「彦根高商創立当時を語る」（昭和11年12月5日土曜日午後2時50分より校長室〈当時の校長は矢野貫城〉にて開催）に来賓として出席、創立当時を語った。

## 玄宮園・八景亭
彦根城の玄宮園は近江八景になぞらえられており、中の亭屋を「八景亭」と呼ぶ。八景亭は、明治初年（1868年）に喜八が徳川幕府より払い下げを受けたが、明治19年（1896年）、再び井伊家が買い戻し、井伊家の所有のもとで料理旅館業に使用させた。

## 初代公選・彦根市長
1947年4月5日の彦根市長選挙で、安居喜八は当選した。以下は、選挙結果である。
1. 安居喜八（無所属、新人、7,414票）
2. 谷口銕治郎（無所属、新人、5,142票）
3. 田井中信一（無所属、新人、3,579票）
4. 川口元次郎（無所属、新人、947票）

## 家族・親族
（出典）
父・喜八、母・いと（慶応元年生まれ、滋賀、村瀨忠平二女）、妻・うた（明治19年生まれ、滋賀、外池品治郞長女）、
男・喜三郞（明治39年生まれ）。
尚、二男・英三（明治45年生まれ）、長女・繁（大正4年生まれ）三男・憲三（大正8年生まれ）、二女・富子（大正11年生）あり。
弟・吉藏（明治21年生まれ）は同妻・シヅノ（明治30年生まれ、兵庫、大澤孝司妹）を伴い分家、同・孝次郞（明治19年生まれ）叔母・壽賀（明治9年生まれ）もまた各分家せり。
安居家は、現当主で8代目にあたり、戦後まで紙問屋を営んでいたという。屋号は不明であるが、ノレンには「安」がデザインされている。